# تصفيات كأس الأمم الإفريقية 2017 المجموعة ف
المجموعة ف من مسابقة تصفيات كأس الأمم الأفريقية لكرة القدم 2017 كانت واحدة من المجموعات الـ13 لتحديد الفرق التي تتأهل إلى نهائيات مسابقة كأس الأمم الأفريقية لكرة القدم 2017. تألفت المجموعة من أربعة فرق: الجزائر، إثيوبيا، ليسوتو، وسيشل.
لعبت الفرق ضد بعضها البعض ذهاباً وإياباً بنظام التحدي، بين يونيو 2015 وسبتمبر 2016.
الفائزة بالمجموعة، الجزائر، تأهلت إلى كأس الأمم الأفريقية لكرة القدم 2017.

## الترتيب
| م | الفريق  | لعب | ف | ت | خ | أ.له | أ.ع | أ.ف | نقاط | التأهل            |     |     |     |     |     |
| - | ------- | --- | - | - | - | ---- | --- | --- | ---- | ----------------- | --- | --- | --- | --- | --- |
| 1 | الجزائر | 6   | 5 | 1 | 0 | 25   | 5   | +20 | 16   | المسابقة النهائية |     | —   | 7–1 | 4–0 | 6–0 |
| 2 | إثيوبيا | 6   | 3 | 2 | 1 | 11   | 14  | −3  | 11   |                   |     | 3–3 | —   | 2–1 | 2–1 |
| 3 | سيشل    | 6   | 1 | 1 | 4 | 5    | 11  | −6  | 4    |                   | 0–2 | 1–1 | —   | 2–0 |     |
| 4 | ليسوتو  | 6   | 1 | 0 | 5 | 5    | 16  | −11 | 3    |                   | 1–3 | 1–2 | 2–1 | —   |     |

## المباريات
| الجزائر                                     | 4–0   | سيشل |
| ------------------------------------------- | ----- | ---- |
| سليماني 21' · سوداني 34'، 47' · بن طالب 89' | تقرير |      |

| إثيوبيا              | 2–1   | ليسوتو      |
| -------------------- | ----- | ----------- |
| بانوم 65' · سعيد 77' | تقرير | موتوانا 41' |

| سيشل               | 1–1   | إثيوبيا    |
| ------------------ | ----- | ---------- |
| لورانس 23' (ركلة.) | تقرير | تيسفاي 52' |

| ليسوتو        | 1–3   | الجزائر                      |
| ------------- | ----- | ---------------------------- |
| موخاهلاني 38' | تقرير | غلام 32' · سوداني 85'، 90+1' |

| الجزائر                                                                    | 7–1   | إثيوبيا    |
| -------------------------------------------------------------------------- | ----- | ---------- |
| فيغولي 23'، 48' · سليماني 32'، 90+3' · إبراهيمي 72' · تايدر 75' · غزال 80' | تقرير | كيبيدي 85' |

| سيشل                    | 2–0   | ليسوتو |
| ----------------------- | ----- | ------ |
| وايي-هيف 2' · سوزيت 78' | تقرير |        |

| ليسوتو                | 2–1   | سيشل      |
| --------------------- | ----- | --------- |
| جين 23' · خوتلانغ 69' | تقرير | سوزيت 15' |

| إثيوبيا                      | 3–3   | الجزائر                                    |
| ---------------------------- | ----- | ------------------------------------------ |
| كيبيدي 29'، 48' · فيكادو 64' | تقرير | سليماني 43' · ماندي 62' · غلام 85' (ركلة.) |

| سيشل | 0–2   | الجزائر                |
| ---- | ----- | ---------------------- |
|      | تقرير | بنزية 40' · سوداني 62' |

| ليسوتو       | 1–2   | إثيوبيا         |
| ------------ | ----- | --------------- |
| تابانتسو 58' | تقرير | كيبيدي 45'، 53' |

| إثيوبيا                       | 2−1   | سيشل       |
| ----------------------------- | ----- | ---------- |
| كيبيدي 33' · سعيد 52' (ركلة.) | تقرير | هنرييت 20' |

| الجزائر                                                         | 6–0   | ليسوتو |
| --------------------------------------------------------------- | ----- | ------ |
| سوداني 7'، 38' · محرز 18'، 74' · تايدر 23' · بودبوز 45' (ركلة.) | تقرير |        |

## مسجلو الأهداف
7 أهداف
- العربي هلال سوداني

6 أهداف
- غيتانيه كيبيدي

4 أهداف
- إسلام سليماني

هدفين
- سفيان فيغولي
- فوزي غلام
- رياض محرز
- سفير تايدر
- صلاح الدين سعيد
- دين سوزيت

هدف واحد
- نبيل بن طالب
- ياسين بنزية
- رياض بودبوز
- ياسين إبراهيمي
- رشيد غزال
- عيسى ماندي
- داويت فيكادو
- غاتوش بانوم
- سيوم تيسفاي
- ساني جين
- توميلو خوتلانغ
- راليكوتي موخاهلاني
- بكوانغ موتوانا
- جين تابانتسو
- آشيل هنرييت
- نيلسون لورانس
- جرفي وايي-هيف

## روابط خارجية
- Orange Africa Cup Of Nations Qualifiers 2017, CAFonline.com